# الهيات
الهيات، قرية صغيرة من قرى محافظة السويداء تقع إلى الشمال الشرقي من مدينة شهبا، في  سوريا تشتهر بزراعة القمح والحمص والاشجار المثمرة كالتفاح والعنب والإجاص والتين فيها العديد من الأثار الرومانية.
يحدها من الجنوب الشرقي قرية الهيت و من الغرب قرية المتونه و من الجنوب قرية عمره و من الشمال دير الشعير . تعداد سكانها حوالي 2000 نسمة.
عائلات الهيات هي عامر -نوفل- الاعور - العلي- زيتوني عدة بيوت- سلوم عدة بيوت
بلد يعتبر من الأكثر حملة للشهادات الجامعية على مستوى المحافظة.
جميع السكان البالغ عددهم 2000 نسمة من الموحدون الدروز.